# Okręgowe rozgrywki w piłce nożnej woj. rzeszowskiego (1965/1966)
Okręgowe rozgrywki w piłce nożnej województwa rzeszowskiego w sezonie 1965/1966.

OZPN Rzeszów

## Klasa A
| Poz. | Klub                   | M  | Pkt. | Mecze | Mecze | Mecze | Bramki | Bramki |
| Poz. | Klub                   | M  | Pkt. | zwy.  | rem.  | por.  | zdob.  | stra.  |
| ---- | ---------------------- | -- | ---- | ----- | ----- | ----- | ------ | ------ |
| 1    | Stal Sanok             | 26 | 45   | 20    | 5     | 1     | 83     | 18     |
| 2    | Zenit Nisko            | 26 | 41   | 18    | 5     | 3     | 80     | 26     |
| 3    | Start Rymanów          | 26 | 34   | 13    | 8     | 5     | 66     | 34     |
| 4    | Czuwaj Przemyśl        | 26 | 34   | 16    | 2     | 8     | 66     | 40     |
| 5    | Orzeł Rudnik           | 26 | 31   | 11    | 6     | 9     | 50     | 49     |
| 6    | Unia Nowa Sarzyna      | 26 | 28   | 13    | 2     | 11    | 49     | 42     |
| 7    | Resovia Ib             | 26 | 27   | 12    | 3     | 11    | 60     | 49     |
| 8    | JKS Jarosław           | 26 | 27   | 11    | 5     | 10    | 59     | 61     |
| 9    | Polna Przemyśl         | 26 | 26   | 12    | 2     | 12    | 52     | 45     |
| 10   | Energetyk Stalowa Wola | 26 | 18   | 8     | 2     | 16    | 35     | 52     |
| 11   | Karpaty Ib Krosno      | 26 | 16   | 7     | 2     | 17    | 30     | 88     |
| 12   | Bieszczady Rzeszów     | 26 | 15   | 6     | 3     | 17    | 30     | 59     |
| 13   | Nafta Jasło            | 26 | 15   | 7     | 1     | 18    | 23     | 65     |
| 14   | LZS Przybyszówka       | 26 | 10   | 2     | 6     | 18    | 17     | 71     |

| Legenda:                       |
| awans do III ligi (pierwotnie) |
| degradacja do klasy B          |

- Do wyższej klasy ligowej (III liga) formalnie awansowały cztery pierwsze zespoły, a do niższej klasy rozgrywkowej (klasa B) zostały zdegradowane dwie ostatnie drużyny[1]. W wyniku reorganizacji ligowej cztery pierwsze trafiły ostatecznie do IV ligi okręgowej 1966/1967.